# Institut franco-chinois de l'université Renmin de Chine
 (octobre 2015).
Si vous disposez d'ouvrages ou d'articles de référence ou si vous connaissez des sites web de qualité traitant du thème abordé ici, merci de compléter l'article en donnant les références utiles à sa vérifiabilité et en les liant à la section « Notes et références ».
L'institut franco-chinois de l'université Renmin de Chine (nom chinois: 中国人民大学中法学院 ; également connu sous le nom de IFC Renmin) est un institut sino-étranger de coopération universitaire dans le domaine des sciences humaines, économiques et sociales, co-fondé en 2010 par l'université Renmin de Chine, l'université Paul Valéry - Montpellier, Sorbonne Université et la grande école de commerce Kedge Business School. Part intégrante de l'université Renmin de Chine, l'IFC Renmin est situé sur son campus délocalisé de Suzhou, dans le Jiangsu,.

## Genèse
À la suite de l'accord fondateur signé le 22 octobre 2010 à Shanghai en présence de l'ambassadeur de France en Chine à l'occasion du premier forum franco-chinois de l'enseignement supérieur, l'IFC Renmin a obtenu le 27 mars 2012 l'accréditation officielle du Ministère chinois de l'Éducation lui donnant l'autorisation formelle de recruter dans ses trois filières chinoises de licence. Après deux promotions expérimentales et 3 promotions post-accréditation, les effectifs de l'IFC Renmin ont atteint en 2015 le chiffre de 995 étudiants chinois en cours de formation, répartis entre la Chine et la France dans les cycles de licence et de master.
L'institut est situé sur le campus de Suzhou, au sein de la district d'enseignement supérieur du lac Dushu, quartier éducatif de la zone sino-singapouréenne du Suzhou Industrial Park (en). Classé comme zone modèle pour le développement des coopérations sino-étrangères dans l'enseignement supérieur par le Ministère chinois de l'Éducation, le district abrite également l'université sino-britannique de Xi'an Jiaotong - Liverpool (en) et l'institut d’ingénierie sino-australien de Dongnan-Monash. On y retrouve aussi de nombreux campus délocalisés d'institutions chinoises (université de l'Académie des sciences de Chine, université de Nankin, université de Wuhan, université de Suzhou) et étrangères (université nationale de Singapour, université de Dayton, Skema Business School).

## Direction
La direction et la gestion de l’institut sont assurées par une équipe franco-chinoise représentant les établissements partenaires. Le directeur chinois de l’IFC Renmin et du campus de Suzhou depuis février 2015 est M. Zhu Xinkai, professeur des universités à l’université Renmin de Chine; le directeur français et représentant des établissements français à Suzhou depuis octobre 2010 est M. Jean-François Vergnaud, professeur des universités à l’université Paul Valéry - Montpellier. L'institut franco-chinois est sous la tutelle de Mme Yi Zhihong, professeur des universités et vice-présidente chargée des relations internationales à l'université Renmin de Chine.

## Organisation administrative et corps enseignant

Établissements français partenaires de l'IFC Renmin

L'Institut est placé sous la tutelle de l'université du Peuple de Chine dont il est une composante, au même titre qu'une UFR ou faculté d'université française, et dispose dès sa création d’une direction permanente en Chine et d’une équipe de coordination pédagogique en France qui anime les spécialités relevant de chaque établissement.
Les enseignements de spécialités s’appuyaient, en septembre 2015, sur un corps permanent d'une dizaine d’enseignants-chercheurs francophones résidents en économie, finance, gestion, histoire et sociologie. Tous les ans, l'institut accueille également une trentaine d'enseignants-chercheurs des établissements partenaires en séjour de courte durée. L'université Renmin de Chine, pour sa part, contribue aux enseignements de spécialité à hauteur de 50% au cours des années de formation se déroulant en Chine, et dispose sur place d'une équipe de 10 enseignants-chercheurs titulaires, auxquels viennent s'ajouter une trentaine d'enseignants-chercheurs détachés de ses composantes pékinoises intervenant auprès des étudiants au cours de missions de courte durée.
La formation au français s’appuie sur un corps enseignant permanent d'une trentaine d'enseignants de français. Avec un rapport de 1:1 dans la répartition entre enseignants chinois de français et francophones de langue maternelle, le centre de langue de l'IFC Renmin est le plus grand département universitaire de français de Chine, ainsi que celui où le taux d'enseignants de langue maternelle est le plus élevé.

## Recrutement, cursus et débouchés
À l'instar des autres composantes de l'Université Renmin de Chine, l'institut recrute ses étudiants sur l'ensemble du territoire chinois à l'issue du concours national d'entrée à l'université. Les étudiants chinois admis à l'IFC Renmin justifient d'un niveau équivalent à une mention très bien du baccalauréat français. En septembre 2015, les filières ouvertes au concours étaient les suivantes :
- Licence de finance (programme chinois) / Bachelor Kedge, parcours financiers (programme français)
- Licence de gestion de l'économie nationale (programme chinois) / Licence de d'administration économique et sociale de l'université Paul Valéry (programme français)
- Licence de gestion de l'économie nationale (programme chinois) / Bachelor Kedge, parcours management (programme français)
- Licence de français appliqué (programme chinois) / Licence de langues étrangères appliquées au commerce international de l'université Paris Sorbonne (programme français)
- Licence de français appliqué (programme chinois) / Licence d'Info-communication de l'université Paul Valéry (programme français)

À l’issue de leur formation en 5 ans, qui alterne les séjours en Chine et en France, les étudiants de l’IFC Renmin sont diplômés d’une licence longue chinoise (Benke)de l’université Renmin, ainsi que d’une licence et d’un master des établissements français partenaires. La première promotion expérimentale, recrutée en 2010, a été diplômée de son diplôme de master français en 2015.
Les étudiants ont le choix, lors de leur quatrième année, de choisir entre une poursuite de leurs études au sein des établissements partenaires, ou une candidature auprès d'un établissement tiers. Tous les ans, une partie des effectifs sont donc absorbés par la voie du concours au sein d'établissements français et étrangers de prestige, où ils poursuivront leurs études de Master et de Doctorat. HEC, l'ESSEC et ESCP Europe constituent la plus grande partie des écoles françaises concernées; en-dehors de France, les universités de Johns-Hopkins ou Warwick ont également accueilli des étudiants des deux premières promotions. Enfin, les étudiants faisant le choix de la recherche après leur master franco-chinois ont pu, entre autres, intégrer les doctorats de l'université Renmin de Chine, de l'académie chinoise des sciences sociales et de l'institut d'études politiques de Bordeaux.

## Étudiants internationaux
Pensé comme plate-forme de développement de leurs activités en Chine par les établissements français fondateurs, l’institut sert également de centre de formation initiale aux étudiants français ou internationaux régulièrement inscrits dans ces établissements, pour des séjours d’études non-diplômants d’une durée allant d’un semestre à une année universitaire.
Les enseignements comprennent des modules de spécialité correspondant au cursus suivi en France, ainsi que des cours de langue et civilisation chinoise. Dans ce cadre, l'IFC Renmin reçoit entre 120 et 150 étudiants français et internationaux tous les ans, dans le cadre de leurs études de Master LEA de l'université Paul Valéry et du programme « Grande École » de Kedge Business School. L'IFC Renmin joue par ailleurs, de facto, le rôle de campus chinois de Kedge Business School pour la formation initiale,.